# Oscilación del Sur
La elevación de la presión en el Pacífico occidental fue luego relacionada con el calentamiento de las aguas del este del Pacífico (evento El Niño), la presión atmosférica sube en el oeste del Pacífico y cae en el este. Esta caída de presión es acompañada por un debilitamiento de los vientos del este. La relación entre la Oscilación del Sur con "El Niño", se le denomina "El Niño-Oscilación del Sur" o ENOS (en inglés ENSO, El Niño-Southern Oscillation). Sallie Baliunas dice, "El Niño es parte de un sistema de cambios océano-aire llamado "Oscilación del Sur-El Niño", en donde la fase "La Niña" tiende al enfriamiento."
La fuerza de la Oscilación del Sur se mide por el Índice de Oscilación Sur (SOI), que son las diferencias de presiones atmosféricas de superficie normalizadas entre Darwin (Australia) y Tahití (Polinesia Francesa) en el Pacífico central. La ventaja de la medición entre estas localidades está en que se cuenta con un registro completo desde 1876 hasta la fecha.